# Rusificarea Finlandei
Rusificarea Finlandei (1899-1905, 1908-1917, sortokaudet (vremurile opresiunii) în limba finlandeză, a fost o politică guvernamentală a Imperiului Rus care urmărea distrugerea autonomiei Marelui Ducat al Finlandei. A fost o încercare care făcea parte dintr-o mai largă politică de rusificare începută la sfârșitul secolului al XIX-lea și începutul celui de-al XX-lea de guvernele țariste care încercau să abolească autonomia administrativă și culturală a tuturor minorităților ne-ruse din imperiu. Politica de rusificare a inclus următoarele măsuri: 
- Proclamația din februarie 1899 a fost un decret al Împăratului Nicolae al II-lea prin care se proclama dreptul guvernului imperial de a conduce Finlanda fără consimțământul corpurilor legislative locale.
- Proclamația limbii din 1900 a fost un decret al  Împăratului Nicolae al II-lea prin care limba rusă era declarată singura limbă oficială în Finlanda.
- Legea serviciului militar a fost semnată de același împărat în iulie 1901 și încorpora armata finlandeză în aramata imperială.

Politica de rusificare a dus la apariția unei rezistențe finlandeze aprige, care cuprindea o paletă largă de acțiuni, de la petiții, greve și rezistență pasivă (inclusiv nesupunere la recrutare), până la forme de rezistența activă, culminând cu asasinarea Guvernatorului General Nicolai Bobrikov în iunie 1904.
Guvernul imperial a răspuns prin epurarea oponenților politicii de rusificare din administrația finlandeză, printr-o cenzură mult mai strictă și, din aprilie 1903 până la revoluția din 1905, prin acordarea de puteri dictatoriale Guvernatorului General. Campania de rezistență a dus la câteva succese, cea mai importantă fiind neaplicarea noii legi a serviciului militar. Se poate spune că rezistența finlandeză la politica de rusificare a fost unul dintre cei mai importanți factori care au dus la proclamarea independenței Finlandei în 1917. 
Campania de rusificare a fost suspendată și s-a renunțat la unele dintre rezultatele sale între 1905 – 1907 în timpul perioadei de nesupunere civilă din întregul Imperiu Rus care a urmat înfrângerii în războiul ruso-japonez. Programul a reînceput să fie aplicat în 1908, ducând la scăderea puternică a autonomiei Finlandei și la o rezistență crescută a finlandezilor, inclusiv la apariția mișcării Jäger. Mai multe măsuri rusificatoare au fost suspendate din nou în 1914 – 1917 în timpul primului război mondial, dar documente guvernamentale secrete, publicate în presa finlandeză în noiembrie 1914, sugerau că guvernul imperial lucra la planuri pentru o completă rusificare a Finlandei în viitor. 

## Semnificații
Pentru finlandezi, perioada de rusificare a fost unul dintre cele mai importante evenimente în istoria țării, al doilea eveniment ca importanță după războiul de iarnă. Pentru deceniile care au urmat, rusificarea a determinat atitudinea finlandezilor față de superputerile europene (Franța, Marea Britanie și Uniunea Sovietică) ca și față de vecinii scandinavi. Finlandezii au văzut finalizarea cu succes al luptei lor ca o dovadă că apelurile la comunitatea internațională pot fi folositoare și ca o dovadă a edificării legalității relațiilor internaționale. Al doilea război mondial avea să aducă uriașe dezamăgiri în această privință. 